# Flora do Uruguai

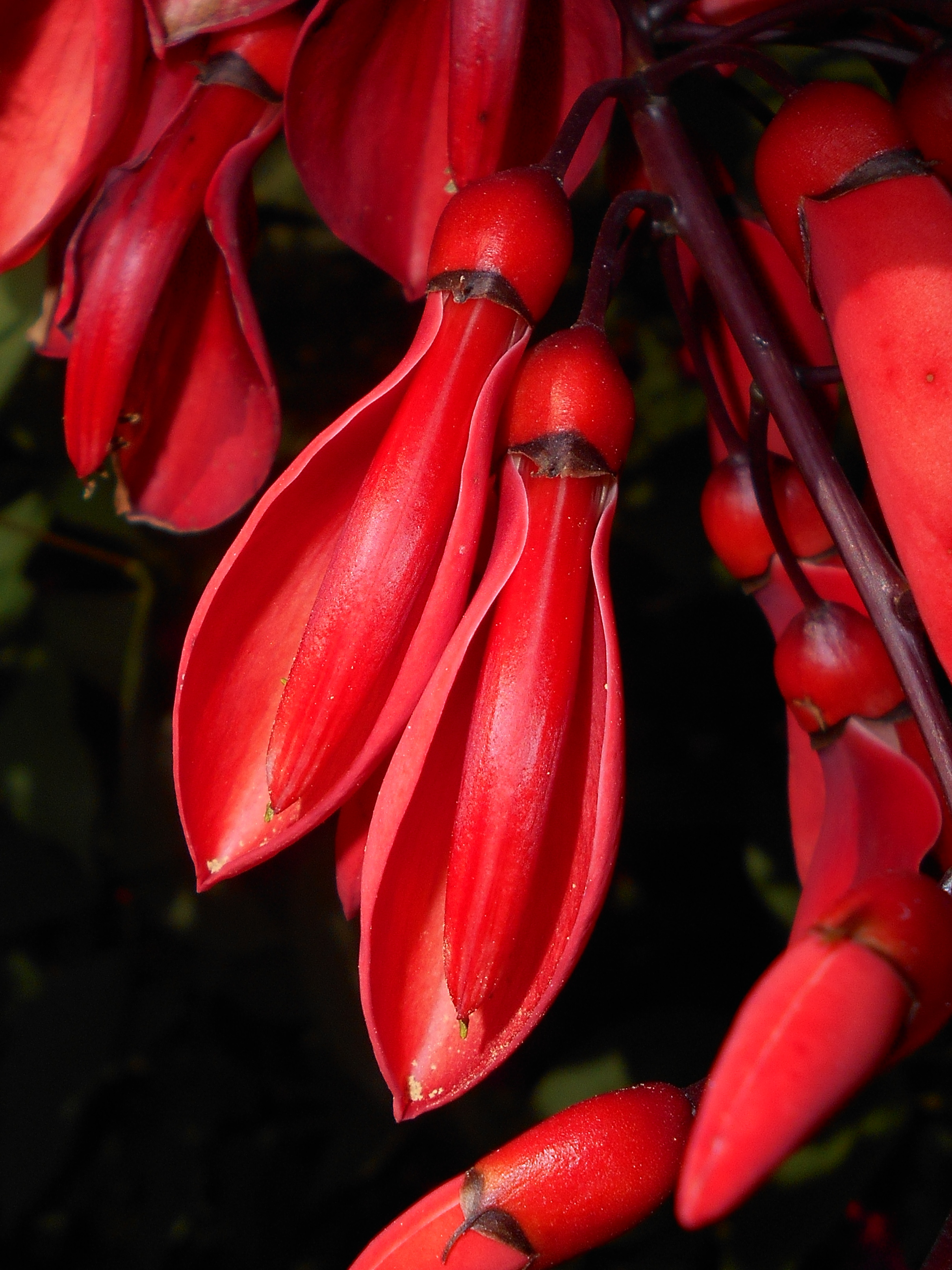
Erythrina cristagalli, é a flor nacional uruguaia

A flora do Uruguai é composta por 2.500 espécies distribuídas em 150 famílias biológicas nativas e estrangeiras. Aproximadamente 80% do Uruguai é pradaria, com predominância de gramíneas. O Uruguai é principalmente uma terra de cultivo de grama, com vegetação que é essencialmente uma continuação dos pampas argentinos. As árvores crescem em cachos. Sanandu, ou Erythrina cristagalli, é a flor nacional. As madeiras de lei mais úteis são algarobo, guayabo, quebracho e urunday; outras madeiras de lei incluem arazá, coronilla, espinillo, lapacho, lignum vitae e nandubay.
As áreas de floresta são muito pequenas e menores do que nos pampas, mas contêm uma mistura de madeiras nobres e macias, enquanto os eucaliptos foram importados da Austrália. A mata do alto Uruguai é composta por espécies florestais advindas do contingente da bacia do Paraná; muitas das quais têm no Rio Grande do Sul o seu limite austral de distribuição.

## Ervas
O Uruguai contém muitas ervas, samambaias e flores.
- Peperomia
- Samambaias (Blechnum)
- Samambaias (Pteris)
- Samambaias (Adiantum)
- Samambaias (Dicksonia)

- Orchidales

## Florestas ribeirinhas
As florestas naturais no Uruguai crescem principalmente perto de rios no campo.

## Pradaria natural
A pradaria natural no Uruguai constitui cerca de 14.000.000 acres (5.700.000 ha) (80% do país) e contém cerca de 2.000 espécies, incluindo 400 espécies de gramíneas.

## Arbustos nativos
Nos vales, predominam as matas dominadas por arbustos em vez de árvores ou gramíneas.